# Polygyros
Polygyros (tiếng Hy Lạp: ?) là một khu tự quản ở vùng Trung Makedonías, Hy Lạp. Khu tự quản Polygyros có diện tích 947 km², dân số theo điều tra ngày 18 tháng 3 năm 2001 là 21931 người.